# Thomas Quast

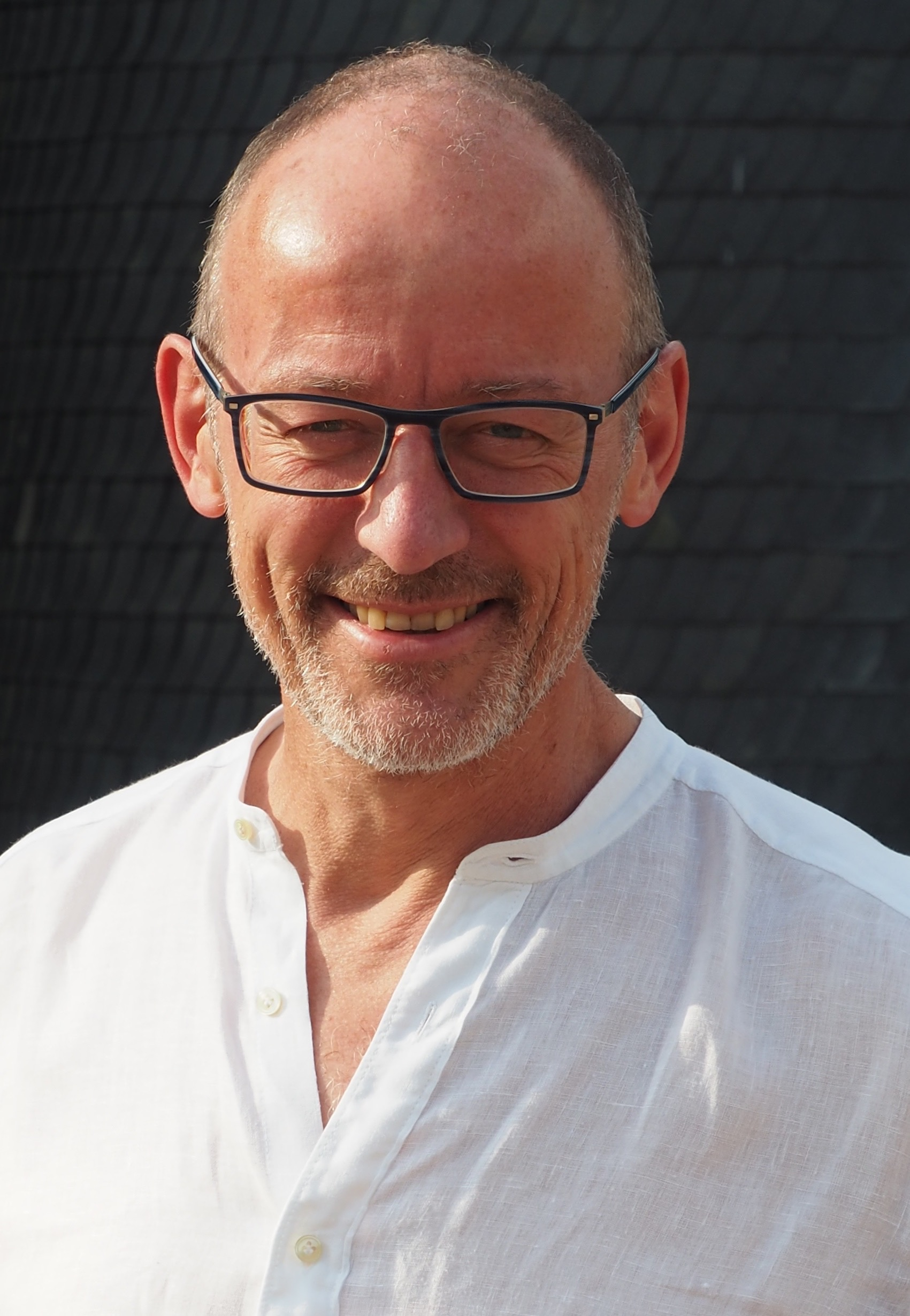
Thomas Quast (2019)

Thomas Quast (* 2. Dezember 1962 in Köln) ist ein deutscher Richter, Musiker und Komponist Neuer Geistlicher Lieder.

## Leben
Thomas Quast wuchs auf in einem katholischen Elternhaus, das Reformen und der Ökumene aufgeschlossen gegenüberstand.
Er besuchte zunächst das Städtische Hölderlin-Gymnasium in Köln-Mülheim, bevor er 1975 auf das Vinzenz-Pallotti-Kolleg wechselte, eine Internatsschule der Pallottiner in Rheinbach bei Bonn. Dort wurde Quast nach eigener Aussage von der Idee Vinzenz Pallottis zu der Berufung aller Menschen, Kirche als Volk Gottes mitzugestalten, angesteckt.
Nach Abschluss des Jurastudiums 1988 schloss er ein Studium in Musikwissenschaft und Geschichte an.
Nachdem Quast von 1992 bis 1994 das Rechtsreferendariat absolviert hatte, folgte im Jahr 1995 die Ernennung zum Richter. Er ist Vorsitzender Richter der 1., 2. und 4. Strafvollstreckungskammer des Landgerichts Köln.
Quast war Dozent an der Katholischen Hochschule für Kirchenmusik St. Gregorius Aachen von 1994 bis zu deren Schließung im Jahr 2007. Seit 1989 ist Quast Mitglied im Arbeitskreis SINGLES (AK SINGLES) im Bund der Deutschen Katholischen Jugend im Erzbistum Köln, seit 1999 in der Kommission für Kirchenmusik und Liturgie im Erzbistum Köln.
Quast ist verheiratet und Vater von drei Kindern (zwei Töchter und ein Sohn).

## Musikalischer Werdegang
Die Jugendbands der Gemeinde spielten, als er zehn und zwölf Jahre alt war, das Liedprogramm von Peter Janssens, Oskar Gottlieb Blarr und den anderen, ebenso Schola und Band in der katholischen Jugendgruppe an der Schule.
1975 wechselte Quast vom Hölderlin-Gymnasium in Köln auf die Internatsschule der Pallottiner in Rheinbach bei Bonn, sang dort Gregorianischen Choral in der Schola, deutsche Liturgiegesänge mit der Orgel und Neue Geistliche Lieder in der Schul- und Jugendmesse.
Als ihm die Etüden und Sonaten im Klavierunterricht zu langweilig wurden, nahm er mit ca. 14 oder 15 Jahren die Liedblätter aus den Gottesdiensten mit, spielte die Melodien und fand Harmonien dazu. Bald gegründete er mit einem Freund die erste Band, die in Gottesdiensten, Gebetsnächten, aber auch beim Karneval auftrat. Nach dem Abitur im Jahr 1982 wurde Quast in der Jugendband „Agape“ in seiner Heimatgemeinde aufgenommen, bevor er ab 1983 bei „Ezechiel“, einer Band und einem Chor,  in Köln unter der Leitung von Hans Florenz musizierte.
Er lernte dort seine baldigen Mitmusiker bei Ruhama kennen, Maria Wilberz (Manderscheid), Andrea Rolfes (Hommelsheim), den Theologen Thomas Laubach, Hanspeter Hommelsheim und Michael Scholl. Im Advent 1984 fanden sie sich zusammen, 1985 kamen Klaus Theißen, Gregor Linßen und Thomas Nesgen dazu. Seit 1984 ist Thomas Quast mit der Kölner Band Ruhama, deren Repertoire vorrangig aus liturgischer und spiritueller Rock- und Popmusik besteht, in katholischen und evangelischen Gemeinden unterwegs. Ruhama ist bei den Beatmessen der Johanneskirchengemeinde in Köln engagiert und spielte bei mehreren Abschlussgottesdiensten von Katholikentagen (1992, 1994, 2000 und 2008) sowie des Ökumenischen Kirchentages in Berlin 2003, außerdem bei der Eröffnung des Katholikentages in Regensburg 2014 und der Eröffnung des Deutschen Evangelischen Kirchentages in Köln 2007. Beim bislang größten Hallenkonzert des Erzbistums Köln in der Kölner Lanxess Arena  im Juni 2018 mit fast 15.000 Gläubigen aus allen kirchenmusikalischen Gruppen des Erzbistums trat Ruhama in einem Bühnenprogramm mit Gruppen wie den King’s Singers aus London auf.
Die intensive Zusammenarbeit mit seinem Freund, dem Textdichter Thomas Laubach, begann 1984/85 und fand einen wesentlichen Niederschlag im „Ruhama“-Liederbuch (2. Auflage 2001).  Er arbeitet auch mit den Textautoren Uwe Seidel, Hanns Dieter Hüsch und Raymund Weber zusammen.
Thomas Quast hat das Neue Geistliche Lied stark geprägt. Insgesamt sind rund 100 Gemeindelieder entstanden. Seine Lieder wurden insbesondere bekannt durch Gottesdienste und Konzerte bei Kirchen- und Katholikentagen. Das Lied Du kommst zu uns von Thomas Quast und Thomas Laubach wurde von einer Jury neben einem Lied von Gregor Linßen zum Katholikentagslied 2007 ausgewählt.

### Rezeption
In der SWR2-Sendung Lied zum Sonntag sprach Thomas Weißer über das Lied Keinen Tag soll es geben. Er beschreibt, dass die Musik von Quast den Wunsch steigert, dass das Leben gesegnet und lebendig sei. „Die einfache Melodie fräst sich wie ein Ohrwurm ins Gehör.“

## Werke

### Lieder (Auswahl)
- Keinen Tag soll es geben
- Im Jubel ernten
- Der Hoffnung Gesicht
- Du kommst zu uns

### Musikspiele
- Ins gelobte Land (1987)
- Bartolomè de Las Casas (Musikspiel zum 500-jährigen Gedächtnis der Eroberung Amerikas 1992)[15]

### Kirchen-kabarettistische Lieder
- Hallo ihr Säugetiere, Kabarett und Songs mit Hanns Dieter Hüsch[16]